# 环球电信
环球电信（Globe Telecom, Inc.）是菲律宾一家电信服务供应商。该公司是菲律宾最大的移动网络运营商，也是菲律賓最大的固定宽带运营商之一。环球电信通过其2G、3G、3.5G HSPA +、4G LTE、LTE-A和5G网络向用戶提供商用无线寬帶服务。 截至2020年5月，环球电信的移动用户总数达到8930万。
环球电信旗下還有兩個其他業務的部門，其中Globe Studios負責电影和电视制作有關業務，Globe Live負責现场音乐会和音乐活动有關業務。